# Hydrelia luteosignata
Hydrelia luteosignata är en fjärilsart som beskrevs av Barend J. Lempke 1950. Hydrelia luteosignata ingår i släktet Hydrelia och familjen mätare. Inga underarter finns listade i Catalogue of Life.